# Thuidium serricola
Thuidium serricola är en bladmossart som beskrevs av Jean Édouard Gabriel Narcisse Paris 1900. Thuidium serricola ingår i släktet tujamossor, och familjen Thuidiaceae. Inga underarter finns listade i Catalogue of Life.